# Arnaud Guilloux
Arnaud Guilloux (* 29. September 1988 in Brest) ist ein französischer Triathlet und Ironman-Sieger (2019). Er wird in der Bestenliste französischer Triathleten auf der Ironman-Distanz geführt.

## Werdegang
Arnaud Guilloux startet seit 2013 als Triathlet.
2015 wurde er französischer Vize-Staatsmeister auf der Triathlon-Mitteldistanz.
Im Juli gewann er als erster Franzose auf der Triathlon-Langdistanz den Triathlon EDF Alpe d’Huez.
2016 wurde Guilloux Dritter bei der Staatsmeisterschaft auf der Mitteldistanz.
Im Juli 2019 verpasste er mit dem vierten Platz beim Ironman Hamburg knapp die Medaillenränge.
Im September konnte der damals 30-Jährige nach 8:48:06 h mit neuem Streckenrekord den Ironman Wales und damit sein erstes Ironman-Rennen für sich entscheiden.
Bei der Ironman World Championship in St. George belegte der 33-Jährige im Mai 2022 den 22. Platz.
Im Juni 2024 belegte er nach 7:50:59 Stunden in neuer persönlicher Bestzeit im Ironman Cairns als bester Europäer den vierten Rang.

## Sportliche Erfolge
| Datum/Jahr    | Platz | Wettbewerb                                           | Austragungsort        | Zeit     | Bemerkung                                                 |
| ------------- | ----- | ---------------------------------------------------- | --------------------- | -------- | --------------------------------------------------------- |
| 25. Aug. 2019 | 4     | FRA Middle Distance Triathlon National Championships | Villefranche-de-Panat | 04:17:31 |                                                           |
| 19. Juni 2016 | 3     | FRA Middle Distance Triathlon National Championships | Baudreix              | 05:26:43 |                                                           |
| 1. Mai 2016   | 9     | Ironman 70.3 Pays d’Aix France                       | Aix-en-Provence       | 03:38:01 | witterungsbedingt verkürzt ohne das Schwimmen ausgetragen |
| 5. Juli 2015  | 2     | FRA Middle Distance Triathlon National Championships | Gravelines            | 04:09:54 | Vize-Staatsmeister auf der Mitteldistanz                  |

| Datum/Jahr    | Platz | Wettbewerb                 | Austragungsort | Zeit     | Bemerkung                                    |
| ------------- | ----- | -------------------------- | -------------- | -------- | -------------------------------------------- |
| 21. Juli 2024 | 4     | Ironman USA                | Lake Placid    | 08:07:46 |                                              |
| 16. Juni 2024 | 4     | Ironman Cairns             | Cairns         | 07:50:59 |                                              |
| 10. Sep. 2023 | 12    | Ironman World Championship | Nizza          | 08:28:53 |                                              |
| 5. März 2023  | 7     | Ironman South Africa       | Port Elizabeth | 07:35:09 | Schwimmstrecke verkürzt                      |
| 7. Mai 2022   | 22    | Ironman World Championship | St. George     | 08:53:41 | Ironman World Championships 2021             |
| 15. Sep. 2019 | 1     | Ironman Wales              | Tenby          | 08:48:06 |                                              |
| 28. Juli 2019 | 4     | Ironman Hamburg            | Hamburg        | 08:29:14 | persönliche Bestzeit auf der Ironman-Distanz |
| 31. Juli 2015 | 1     | Triathlon EDF Alpe d’Huez  | Alpe d’Huez    | 05:55:14 | Sieger auf der Langdistanz                   |

(DNF – Did Not Finish)